# Veterán

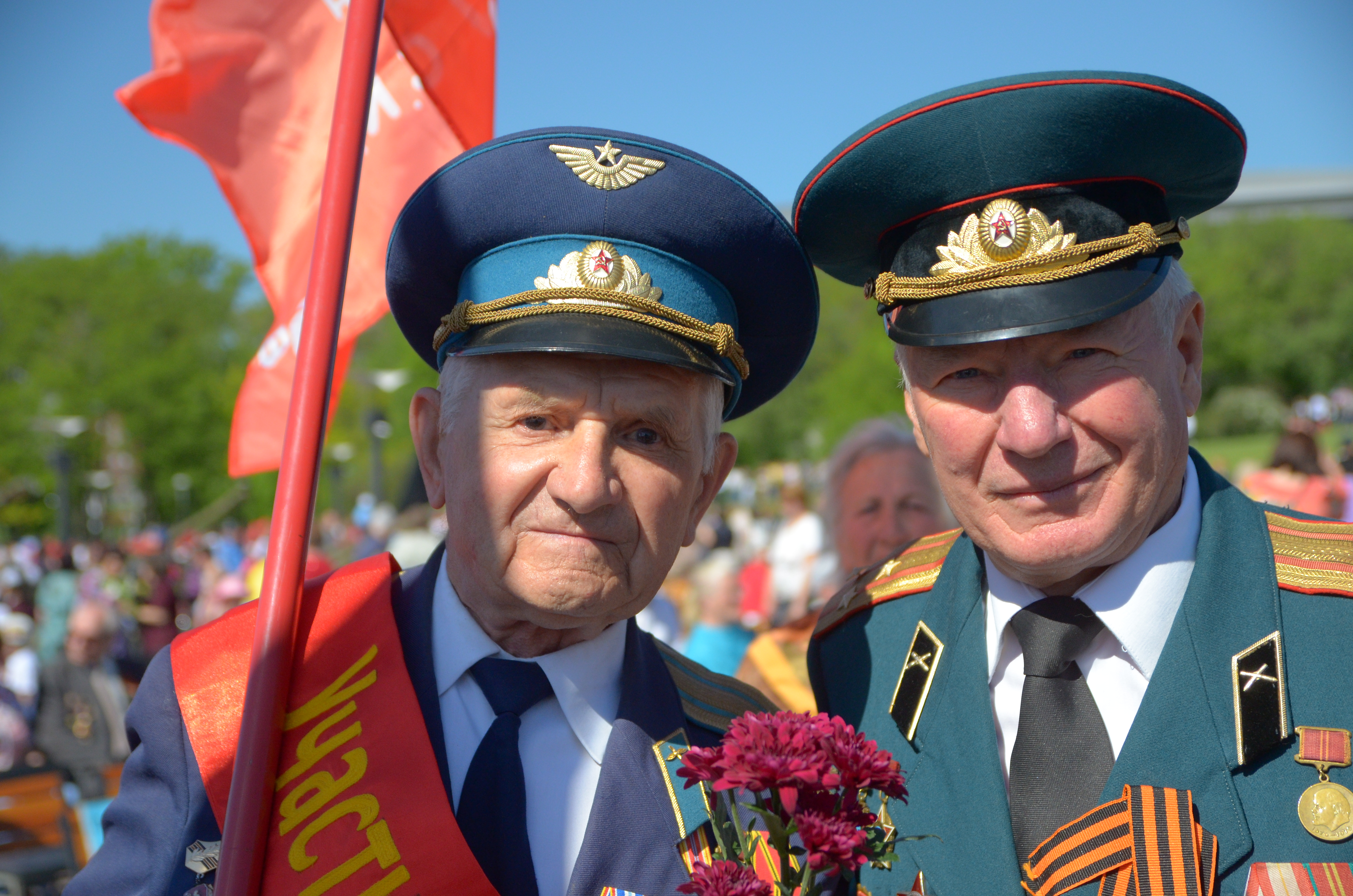
Szovjet veteránok a győzelem napján, 2013-ban

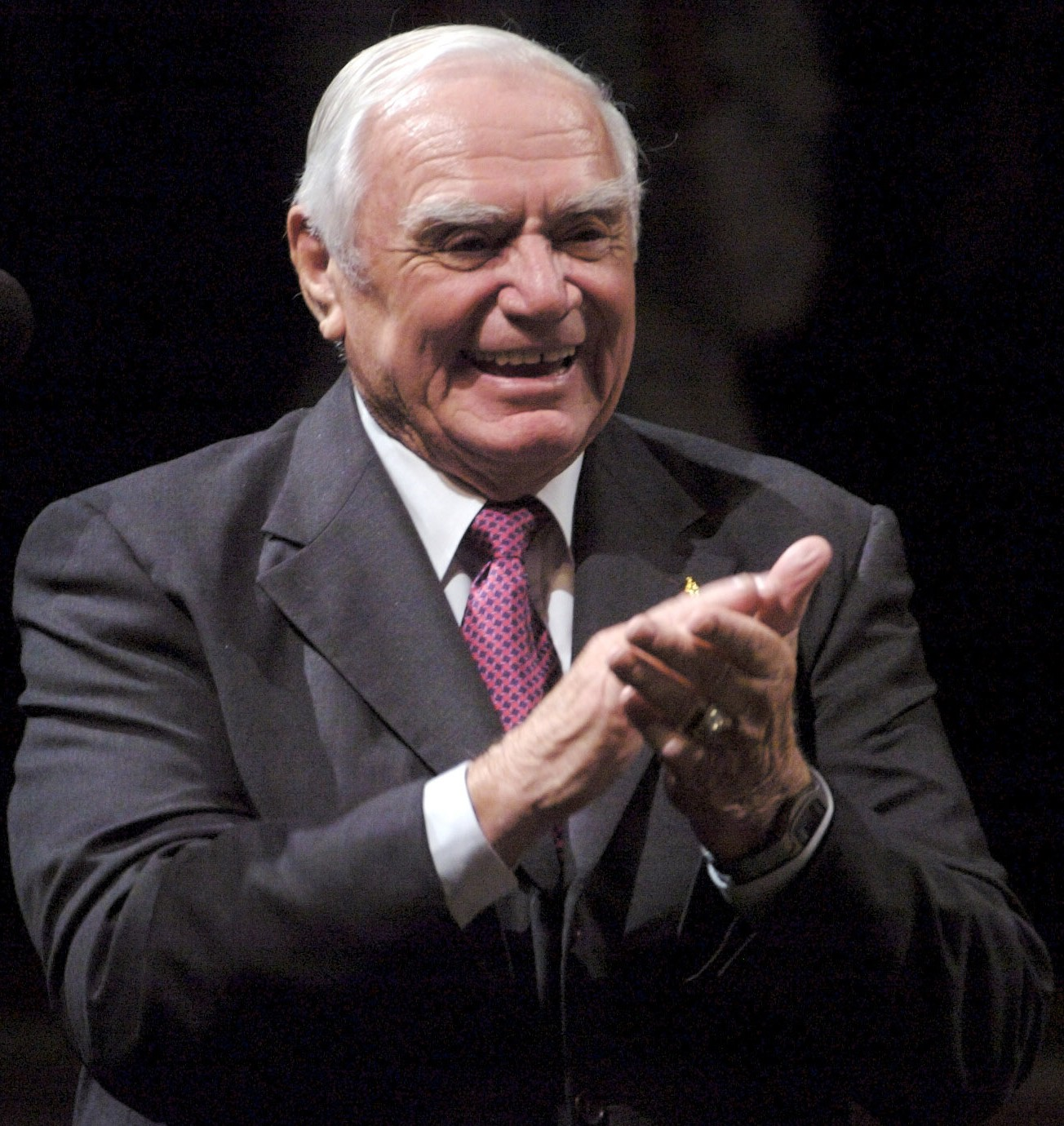
Ernest Borgnine 74 éves filmes pályafutásával a hetedik művészet veteránjának számított

A veterán (a latin veteranus szóból, jelentése: „öreg katona”) olyan személy, akinek hosszú pályafutása volt egy megbecsült foglalkozásban vagy készségben. A katonai veterán olyan személy, aki szolgált a hadseregben, de már nem áll aktív szolgálatban. Az olyan katonai veteránt, aki közvetlenül harcban szolgált egy háborúban, nevezik háborús veterán-nak is (bár nem minden katonai konfliktust neveznek feltétlenül háborúnak).
A veterán kifejezés jelentése az idők során kiszélesedett, és használják más, polgári foglalkozásokra vagy tevékenységekre is olyan személyek esetén, akik az adott területen hosszabb tapasztalattal rendelkeznek, majd az adott tevékenységet idős koruk, sérülés, betegség vagy más komoly okból nem folytatják tovább. A kifejezésnek pozitív társadalmi töltése van, mivel olyan személyhez, tevékenységhez kapcsolódik, ami az adott ország (vagy kisebb terület) lakói számára jelentős fontossággal bír. Így lehet beszélni veterán sportoló-ról vagy veterán mérnök-ről, veterán tudós-ról. A fogalom további hígulásával beszélnek veterán autó-król is.
A katonai veteránok mint társadalmi csoport egyedülálló, mivel megélt tapasztalataik erősen kapcsolódnak általában a háborús magatartáshoz és különösen a hivatásos erőszak alkalmazásához. Az évszázadok alatt tudományos tanulmányok során számos ismeretanyag halmozódott fel, amely a szolgálatban és azon kívül megélt tapasztalataik leírására, megértésére és magyarázatára törekszik.
Griffith kollégáival áttekintést nyújt erről a kutatási területről, amely a veteránok általános egészségi állapotával, a katonai szolgálatból a civil életbe való átmenettel, a hajléktalansággal, a veteránok foglalkoztatásával, a polgári szerepvállalással és a veterán identitással mint a terület visszatérő vizsgálati témáival foglalkozik.

## A közvélemény hozzáállása a veteránokhoz

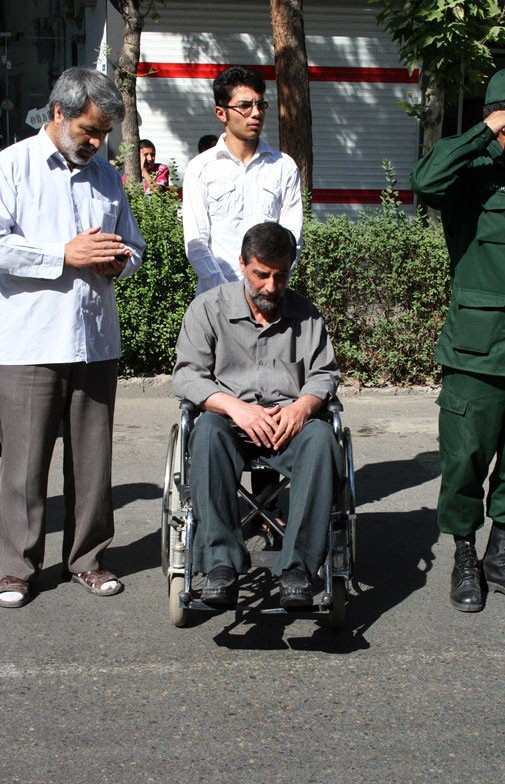
Egy iráni veterán, az iráni-iraki háború háborús sebesültje egy kerekesszékben Nishapurban, egy bajtársa temetésén

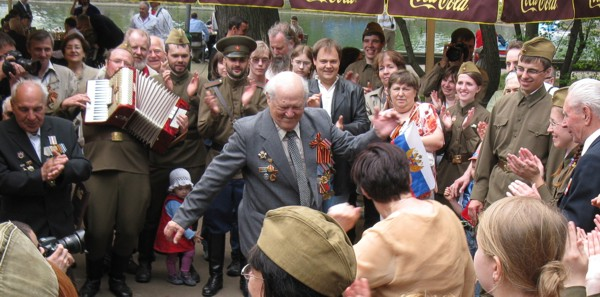
Orosz második világháborús veterán táncol a Győzelem napja (május 9.) alkalmából a moszkvai Gorkij park-ban

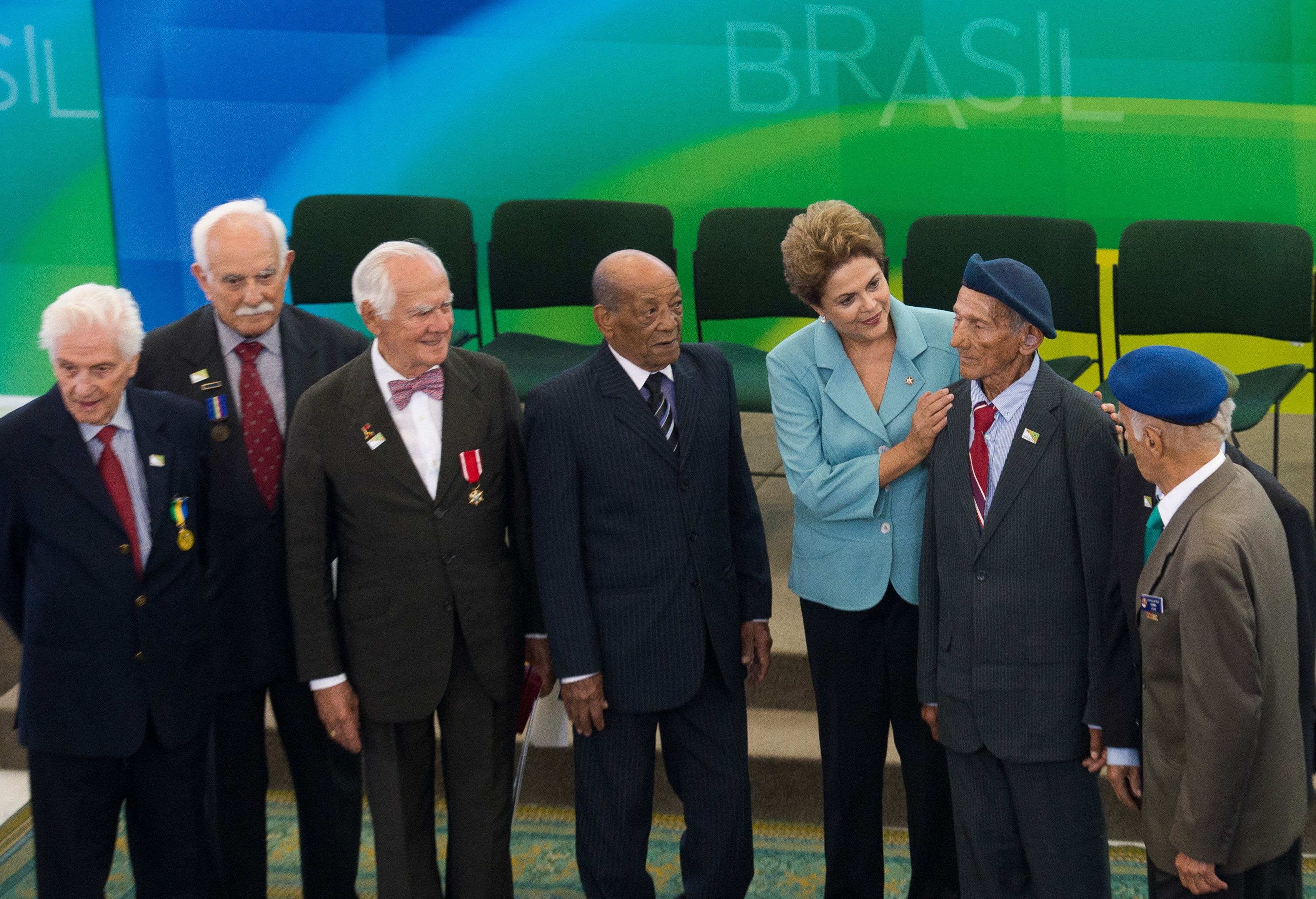
Brazília elnöke, Dilma Rousseff a Brazil Expedíciós Erők veteránjaival a második világháború vége 70. évfordulója alkalmából rendezett ünnepségen, 2015. május 8.

A katonai veteránok gyakran különleges bánásmódban, elismerésben részesülnek az országukban. A háborús veteránokkal általában nagy tisztelettel és megbecsüléssel bánnak, bár bizonyos helyzetekben negatív érzelmek is kialakulhatnak a veteránokkal szemben: a népszerűtlen vagy vesztes konfliktusok veteránjait diszkriminálhatják.
Egyes országokban (pl. Németországban 1945 után) a veteránok előtt a közvélemény nem tiszteleg külön, és nem is tartanak külön Veteránok napját, bár kisebbségi csoportok szerveznek ilyen megemlékezéseket. Az idegen nemzetek veteránjaival szemben negatív érzelmek alakulhatnak ki, amelyek sokáig fennmaradnak a konfliktus után, mint például a német nácik esetében. Emellett a népszerűtlen konfliktusok, például a Vietnámi háború veteránjait gyakran érte hátrányos megkülönböztetés a saját hazájukban.
Másokat, például a koreai háború veteránjait elfelejtették (annak ellenére, hogy több áldozatot követelt, mint Vietnám), ha a két világháborúban harcolókhoz hasonlítjuk.
Sok országban erős hagyományai vannak a veteránok és háborús halottak tiszteletének, és egy napot szentelnek nekik, mint például az Egyesült Államokban a Veteránok napja és Kanadában („Emlékezés napja”), mindkettőt november 11-én ünneplik. Az Egyesült Királyságban is november 11-én ünneplik az Emlékezés Napját, hivatalos ünnepségekkel Londonban.
Oroszországban a második világháború után alakult ki az a hagyomány, hogy az ifjú házasok esküvőjük napján meglátogatnak egy katonai temetőt (a legtöbbjük családjában volt olyan katona, aki nem tért vissza a harctérről, tehát természetes volt a róluk való megemlékzés). Franciaországban és Olaszországban a háborús sebesülteknek fenntartott helyeket biztosítanak a tömegközlekedési eszközökön.  A legtöbb országban van olyan ünnepnap, mint a veteránok napja a veteránok tiszteletére, a háborús halottakkal együtt.

## A veteránokkal való foglalkozás története

### ÓkoriRómai Birodalom
A Római Birodalomban a veteránok olyan katonák voltak, akik letöltötték szolgálati idejüket, általában 20 évet, és leszereltek, vagy akik úgynevezett evocati-ként a hadseregben maradtak. Míg a köztársasági időkben háború esetén polgári hadsereget állítottak fel, amelyet a hadjárat befejezése után azonnal feloszlattak, addig a Kr. e. 2/1. századtól kezdve fokozatosan a hivatásos hadsereg került előtérbe (Caius Marius hadseregreformja). A hivatásos katonák, akik bizonyos ideig kötelesek voltak szolgálatot teljesíteni, a szolgálati idő rendes lejárta után szántóföldet kaptak a tartományokban, valamint egyéb kiváltságokat. Mivel a veteránok ellátását a mindenkori tábornokok biztosították, a veteránok az ő klientúrájához tartozónak tekintették magukat, és így olyan hatalmi tényezőt alkottak, amely különösen a polgárháborúkban volt fontos. Bizonyos esetekben, Pompeius óta, visszahívták őket evocatusnak, ami különleges kiváltságnak számított.

### Nagy-Britannia
Az 1680-as években két kis kórházat létesítettek a veteránok számára. Londonban és más városokban az utcákon megszokott látvány volt az alamizsnáért kolduló rokkant veterán látványa.
Az első világháború az országos figyelmet a veteránokra irányította, különösen azokra, akik részben vagy egészben rokkanttá váltak az elszenvedett sérüléseik miatt. A King's National Roll Scheme (KNRS) egy foglalkoztatási program volt az első világháború rokkant veteránjai számára. Kowalsky szerint praktikus, innovatív és korát megelőzte, és a két világháború közötti Nagy-Britanniában a rokkant veteránok számára hozott legfontosabb jogszabály volt. A közvetlen segélyek mellett országos vitát is ösztönzött a fogyatékos veteránok foglalkoztatási programjainak szükségességéről és az állam felelősségéről, ami a jövőben további juttatások iránti igényt támasztott.
A 21. században Nagy-Britanniában az egyik legnagyobb a veteránok sűrűsége a nagy országok közül: 2000-ben 13 millióan, azaz 219-en éltek 1000 lakosra vetítve.

### Amerikai Egyesült Államok
Az Egyesült Államokban a veterán olyan személy, aki az Egyesült Államok fegyveres erőinek kötelékében szolgált (beleértve az Egyesült Államok Nemzeti Gárdáját és a tartalékosokat), és nem méltatlan körülmények között szerelt le. Gyakori tévhit, hogy csak azokat lehet katonai veteránnak nevezni, akik harcban szolgáltak, vagy azokat, akik az aktív szolgálatból vonultak vissza.
1990-ben a fiatal amerikaiak 40%-ának volt veterán szülője; ez 2014-re 16%-ra csökkent. 2016-ban az Egyesült Államokon kívül született veteránok közül a mexikói amerikaiak és a filippínó amerikaiak alkották a két legnagyobb populációt, az összes veterán 3%-a az Egyesült Államokon kívül született. 2017-ben mintegy 21 millió amerikai veterán élt.
Abraham Lincoln elnök 1865-ben, az amerikai polgárháború vége felé, híres második beiktatási beszédében a veteránokkal való jó bánásmódra szólított fel: „Gondoskodni kell arról, aki a csatát viselte, az özvegyéről és az árvájáról”. Az amerikai polgárháború olyan veteránszervezeteket hozott létre, mint a Grand Army of the Republic és a United Confederate Veterans.
A veteránokhoz való viszony az első világháború után gyökeresen megváltozott. Az azt követő években az elégedetlen veteránok az instabilitás forrásává váltak. Fegyelmezettek voltak, gyorsan tudtak szerveződni, voltak kapcsolataik a hadseregben, és gyakran maguk is rendelkeztek fegyverrel. A munkanélküli veteránokból álló Bonus Army a nagy gazdasági világválság egyik legfontosabb tiltakozó megmozdulását produkálta, amely Washingtonba vonultak, hogy most már megkapják azt a juttatást, amelyet a kongresszus évtizedek óta ígérgetett nekik.

## A katonai szolgálat egészségügyi hatásai és a veteránok kezelése
Az aktív katonai szolgálat hatása mélyreható és tartós lehet, és egyes veteránok nehezen alkalmazkodnak újra a normális élethez. A 2009-es adatok szerint kétszer annyi veterán volt börtönben, mint ahány brit katona akkor Afganisztánban tartózkodott. A hajléktalanságról, az utcán alvásról és a párkapcsolatok megromlásáról is gyakran számolnak be. A CRISIS (1994) és az Ex-Services Action Group (1997) brit, hajléktalansággal foglalkozó jótékonysági szervezetek által végzett kutatások szerint a hajléktalanok egynegyede korábban a fegyveres erőknél szolgált. A Times újság 2009. szeptember 25-én arról számolt be, hogy Angliában és Walesben „a börtönben lévő katonai veteránok száma hat év alatt több mint kétszeresére nőtt”. Egy másik, ugyanezen a napon megjelent Times cikk a veteránok mentális egészségével foglalkozó Combat Stress jótékonysági szervezetet idézte, amely az orvosoktól érkező beutalók 53%-os növekedéséről számolt be.

### Öngyilkosság
A londoni Metro 2010. január 28-i cikke „A veteránok hajlamosak az öngyilkosságra” címet viselte, és a Mental Health Foundation jelentését idézte, amely szerint nem tesznek eleget az afganisztáni háború veteránjainak gondozásáért, és sokan visszatérésük után „alkoholproblémákba, bűnözésbe és öngyilkosságba süllyednek”. Valóban, az Egyesült Államokban, a veteránok körében az öngyilkossági ráta 300%-a az országos átlagnak. Az USA-ban évente elkövetett öngyilkosságok 30%-át teszik ki. A támogató szolgáltatások területenként egyenetlenek.
A japán Védelmi Minisztérium 2015-ös jelentése szerint a Japán Önvédelmi Erők 56 tagja követett el öngyilkosságot, miután tengerentúli missziókban szolgáltak Irakban és az Indiai-óceánon. Ez 27 olyan személy, akik 2001 és 2007 között részt vettek az Indiai-óceánon végrehajtott utántöltő műveletekben. 29 JGSDF és JASDF tag követett el öngyilkosságot, miután hazatértek az iraki Szamáva városában 2003 és 2009 között végrehajtott újjáépítési misszióból. Irakban az SDF tagjai olyan erőszakos cselekményeket éltek át, mint az út menti bombák és rakétatámadások. A védelmi tisztviselők szerint 14 haláleset mentális betegség, 13 családi vagy pénzügyi problémák, 3 pedig az SDF hivatalos feladatai miatt következett be. Az okok tisztázatlanok és vizsgálat alatt állnak. Lehet, hogy a megnövekedett stressz és a vártnál nehezebb feladatok miatt.

### Poszttraumás stressz zavar, PTSD
A poszttraumás stressz zavar (PTSD) a veteránok jelentős részét érintő állapot. A harccal kapcsolatos PTSD-ben szenvedő veteránokat érintő tanulmányok szerint az Egyesült Államok veteránjainak 4-17%-ánál diagnosztizáltak PTSD-t. Az Egyesült Királyságban élő társaiknál azonban ettől lényegesen alacsonyabb, mindössze 3-6%-os számot mértek.
Új kezelési programok jelennek meg a harcok utáni mentális egészségügyi problémáktól, például depressziótól és PTSD-től szenvedő veteránok megsegítésére. A kognitív viselkedésterápia (CBT) a veteránok mentális egészségügyi problémáinak kezelésében egyre fontosabb módszerré válik, és az Egyesült Államok Védelmi Minisztériuma a depresszió és a PTSD kezelésének standard módszerének tekinti. A CBT olyan pszichoterápiás megközelítés, amelynek célja, hogy megváltoztassa a páciens negatív érzelmeiért felelős gondolkodási vagy viselkedési mintákat, és ezáltal megváltoztassa az érzéseiket. A háborús veteránok körében ez a PTSD hatékony kezelésének bizonyult. A közelmúltban a CBT-t terapeuta interakcióval párosító online programok is hatékonynak bizonyultak a veteránok mentális egészségügyi problémáinak kezelésében. Az Eye Movement Desensitization and Reprocessing (szemmozgásos deszenzibilizáció és újrafeldolgozás - EMDR) szintén hatékony és nem invazív, gyógyszermentes kezelés a PTSD kezelésére, bár hatékonyságát nem vizsgálták konkrét katonai traumatikus expozícióval szemben.[forrás?]
A 25 év alatti veteránoknál nagyobb a PTSD kockázata, mint a 25 évnél idősebb veteránoknál. A súlyos PTSD-ben szenvedő fiatalabb veteránoknál magasabb a metabolikus szindróma és az öngyilkosság kockázata.
A zeneterápia a veteránok számára lehetőséget nyújt az önkifejezésre, a szorongásból való menekülésre, és segít nekik megbirkózni a PTSD-vel. Marty Steiner „Music and Science Meet... Music Therapy” című könyvében Steiner kifejti: „A modern zeneterápia mindkét világháború alatt és után a Veteránigazgatás kórházaiban normává vált. Legegyszerűbb formájában a Victor Talking Machine Company felvételek lejátszása az I. világháborús kórházakban mérhető pozitív hatást gyakorolt a sebesült és a gránátsokkos betegekre. Ezzel kezdődött a kissé kezdetleges zeneterápia alkalmazása az összes amerikai katonai kórházban.”

## Fordítás
- Ez a szócikk részben vagy egészben  a   Veteran című angol Wikipédia-szócikk fordításán alapul.  Az eredeti cikk szerkesztőit annak laptörténete sorolja fel. Ez a jelzés csupán a megfogalmazás eredetét és a szerzői jogokat jelzi, nem szolgál a cikkben szereplő információk forrásmegjelöléseként.
- Ez a szócikk részben vagy egészben  a   Veteran című német Wikipédia-szócikk fordításán alapul.  Az eredeti cikk szerkesztőit annak laptörténete sorolja fel. Ez a jelzés csupán a megfogalmazás eredetét és a szerzői jogokat jelzi, nem szolgál a cikkben szereplő információk forrásmegjelöléseként.
- Ez a szócikk részben vagy egészben  a   Veterano di guerra című olasz Wikipédia-szócikk fordításán alapul.  Az eredeti cikk szerkesztőit annak laptörténete sorolja fel. Ez a jelzés csupán a megfogalmazás eredetét és a szerzői jogokat jelzi, nem szolgál a cikkben szereplő információk forrásmegjelöléseként.